# アレクサンダー・グールド
アレクサンダー・グールド（Alexander Gould,  1994年5月4日 - ）は、アメリカ合衆国の子役、俳優である。

## 来歴
1994年、カリフォルニア州ロサンゼルス生まれ。ユダヤ系の家庭だった。幼い頃から子役としてテレビドラマや映画の端役として出演し始めてキャリアをスタート。2003年のピクサー製作の長編アニメーション映画『ファインディング・ニモ』で、主人公の息子“ニモ”の声の担当をしたことで、名前も知られるようになった。それ以降もコンスタントに出演作を増やしており、近年ではドラマシリーズ『Weeds ママの秘密』のレギュラーキャストとしても知られている。ちなみに『ファインディング・ニモ』と『Weeds ママの秘密』への出演で、2004年と2007年それぞれでヤング・アーティスト・アワードに輝いた。

## 出演作品

### 映画
- シティ・オブ・エンジェル City of Angels (1998) ※ノークレジット
- Mexico City (2000)
- 怪奇異星物体 The Day the World Ended (2001) ※テレビ映画
- インプラント They (2002)
- Wheelmen (2005)
- ダーク・シャドウ Dark Shadows (2005) ※テレビ映画
- How to Eat Fried Worms (2006)

### アニメ映画
- ファインディング・ニモ Finding Nemo (2004) ※声の出演
- バンビ2 森のプリンス Bambi II (2006)
- おさるのジョージ Curious George (2006)
- Superman: Unbound (2013)
- ファインディング・ドリー Finding Dory (2016)

### テレビドラマ
- Bailey Kipper's P.O.V. (1996)
- フリークス学園 Freaks and Geeks (2000)
- マルコム in the Middle Malcolm in the Middle (2000)
- アリー my Love Ally My Love (2001)
- セブンスヘブン 7th Heaven (2001)
- Family Law (2001)
- おとぼけスティーブンス一家 Even Stevens (2002)
- Boomtown (2002)
- American Dreams (2003, 2004)
- ILOVE! オリバー Oliver Beene (2004)
- Weeds ママの秘密 Weeds (2005 - 2012)
- クリミナル・マインド FBI行動分析課 Criminal Minds (2007)
- LAW & ORDER:性犯罪特捜班 Law & Order: Special Victims Unit (2008)
- プッシング・デイジー 恋するパイメーカー Pushing Daisies (2008)
- スーパーナチュラル Supernatural (2009)

### テレビアニメ
- ダック・ドジャース Duck Dodgers (2005)
- The Life & Times of Tim (2010)

## 参照
1. ↑  “アーカイブされたコピー”. 2012年11月5日時点のオリジナルよりアーカイブ。2014年7月19日閲覧。
2. ↑  https://www.imdb.com/name/nm1071252/awards/?ref_=nm_awd